# قمح ثنائي الحبة
القمح ثنائي الحبة أو الحنطة النشوية أو القمح النشوي أو قمح ايمر[بحاجة لمصدر] (الاسم العلمي: Triticum dicoccum) هو أحد أنواع جنس القمح من الفصيلة النجيلية. كان أحد أوائل المحاصيل التي استأنسها الإنسان والتي سميت المحاصيل المؤسسة للحضارة.
القمح ثنائي الحبة والمعروف أيضا باسم (Emmer, Farro) أو القمح المقشر وهو نوع من القمح الذي ينتج حبوبا مركبة على شكل سنابل، رباعي الصيغة (2n = 4x = 28 chromosomes)، الأنواع المستأنسة هي  Triticum turgidum subsp. dicoccum and Triticum turgidum conv. Durum  والأنواع البرية هيTriticum turgidum subsp. Dicoccoides، والفرق الرئيسي بين الأنواع البرية والأنواع المستأنسة هو أن رؤوس البذور الناضجة من الأنواع البرية تكسر وتنتشر البذور على الأرض، بينما في الأنواع المستأنسة تبقى رؤوس البذور سليمة وبالتالي يسهل عملية حصاد الحبوب على البشر.
بجانب القمح وحيد الحبة ((einkorn wheat كان قمح أيمر من أحد المحاصيل الأولى المستأنسة في الشرق وكان يزرع على نطاق واسع في العالم القديم ولكنها الآن محصول relict في المناطق الجبلية في أوروبا وآسيا.

## التصنيف
تشابه قوي في التشكل وعلم الوراثة تبين أن إمير البرية (Triticum dicoccoides Koern.) هو سلف البرية ونسب البرية المحصولية لل إيمر المستأنسة. ونظرا لأن الخميرة البرية والمحلية تتداخل مع القمح رباعي الرؤوس الأخرى، فإن بعض علماء التصنيف يعتبرون جميع القمح رباعي الرؤوس ينتمي إلى نوع واحدT. turgidum. في إطار هذا المخطط، يتم التعرف على شكلين على مستوى subspecies، وبالتالي T. turgidum subsp. dicoccoides and T. turgidum subsp. dicoccum. إما أن نظام التسمية صحيح أيضا؛ وهذا الأخير يضع مزيدا من التركيز على أوجه التشابه الجينية.

## مورفولوجيا (علم التشكل)
مثل القمح einkorn and spelt ، إيمر هو القمح مقشر. وبعبارة أخرى، لديها قوام قوية (قشور) التي ترفق الحبوب، و semibrittle rachis. القمح مقشر ينفصل إلى سنيبلات. هذه تتطلب طحن أو قصف لإطلاق الحبوب من البقول.
وتزرع سنابل القمح البري بشكل فعال ذاتيا من خلال دفع نفسها ميكانيكيا إلى التربة من خلال السنابل. خلال فترة من الرطوبة المتزايدة خلال الليل، والسنبلة من السنابل وتصبح منتصبة والرسم معا، وفي عملية دفع الحبوب في التربة. خلال النهار، والرطوبة قطرات والسنابل تراجعت مرة أخرى. ومن خلال المراحل المتناوبة من رطوبة النهار والليل، فإن حركات الضخ العطرية، التي تشبه ركلة الضفدع السباحة، سوف تدخل السنابل بوصة أو أكثر في التربة.

## مرادفات للاسم العلمي
- (باللاتينية: T. turgidum subsp. dicoccom)
- أول استخدام:1908

## التاريخ
يعود أصل إيمر البرية إلى الهلال الخصيب في الشرق الأوسط، حيث ينمو في الأراضي العشبية والغابية في بلاد التلال من فلسطين إلى إيران. وقد اقترح أصل إيمر البرية، دون اتفاق عالمي بين العلماء، لتكون المنطقة الجبلية كاراكا داغ في جنوب شرق تركيا. في عام 1906، أثار اكتشاف آرون آرونسون للقمح البري الذي ينمو في فلسطين ضجة في عالم النبات. عُثر على القمح إيمر في الحفريات الأثرية والمقابر القديمة. جمع وأكل جماعات الصيادين إمر من البرية منذ آلاف السنين قبل تدجينها. حبات إيمر البرية اكتشفت في Ohalo II كان لها تاريخها الكربون المشع من 17,000 BC وفي صناعة الفخار ما قبل العصر الحجري الحديث و (PPNA) موقع نتيف Hagdud هم 10,000-9,400 سنة.
ولا يزال موقع أقرب موقع لتدجين الالتماس غير واضح ولا يزال قيد المناقشة. بعض من أقدم المواقع مع الأدلة غير المباشرة من الممكن للتدجين إيمر خلال المبكر ما قبل الفخار الحجري الحديث B تشمل أخبر الأسود، شايونو، جعفر Höyük، Aşıklı Höyük، Kissonerga-Mylouthkia  (دي) و Shillourokambos. لم يتم العثور على دليل قاطع لتدجين كاملة من القمح إيمر حتى الأوسط ما قبل الفخار الحجري الحديث B (10,200 إلى 9,500 BP)، في مواقع مثل البيضاء، أخبر Ghoraifé، أريحا، أبو حريرة، تل حللة، تل أسواد وكافر هويوك.
تم العثور على إمر في عدد كبير من المواقع الحجري الحديث المنتشرة حول الهلال الخصيب. من الأيام الأولى للزراعة، كان إمر محصولا أكثر وضوحا من معاصري الحبوب ومنافسيها، والقمح والشعير إينكورن. كميات صغيرة من إمير موجودة خلال الفترة 1 في مهرغاره في شبه القارة الهندية، والتي تبين أن إمر قد زرع بالفعل هناك من 7000-5000 قبل الميلاد.
في الشرق الأدنى، في جنوب بلاد ما بين النهرين على وجه الخصوص، بدأت زراعة القمح إمر في الانخفاض في العصر البرونزي المبكر، من حوالي 3000 قبل الميلاد، وأصبح الشعير محصول الحبوب القياسية. ويرتبط ذلك بزيادة ملوحة التربة الغرينية المروية، التي يكون الشعير أكثر تسامحا، على الرغم من أن هذه الدراسة قد تم الطعن فيها. وكان إمر مكانة خاصة في مصر القديمة، حيث كان القمح الرئيسي المزروع في العصر الفرعوني، على الرغم من زراعة القمح إينكورن تزرع في وفرة كبيرة خلال الأسرة الثالثة، وتم العثور على كميات كبيرة منه، بالإضافة إلى القمح والبخور المزروع، في الغرف تحت الأرض تحت الهرم الهرم في سقارة. كما قامت الدول المجاورة بزراعة القمح والقمح القاسي والقمح. في غياب أي تفسير وظيفي واضح، فإن الانتشار الأكبر للقمح الخمري في النظام الغذائي في مصر القديمة قد يعكس ببساطة تفضيل طهي أو ثقافي ملحوظ، أو قد يعكس الظروف المتغيرة التي تغيرت بعد الأسرة الثالثة. وكان إمر والشعير المكونات الرئيسية في الخبز المصري القديم والبيرة. إمر تعافى من التسوية الفينيقية فيوقد تم تأريخ فولوبيليس (في المغرب حاليا) إلى منتصف الألفية الأولى قبل الميلاد.
قد يكون القمح إمر واحدا من الحبوب المذكورة في الأدب الحاخامي القديم باعتبارها واحدة من الحبوب الخمسة لاستخدامها من قبل اليهود خلال عيد الفصح كما ماتزة (أي، أبقى من التخمر، حتى عرضي). ومع ذلك، هذا يعتمد على معنى العبارة العبرية شيبوليث shu'al، وهو أمر غير مؤكد ومناقشة. ومع ذلك، فمن المؤكد إلى حد ما أن مكتوبة لم تنمو في إسرائيل القديمة، وكان إمير ربما محصول كبير حتى نهاية العصر الحديدي. وبالمثل، ما يشير إلى ايمر في اليونانية والنصوص اللاتينية وتترجم عادة باسم «مكتوبة»، على الرغم من توضيح لم يكن شائعا في العالم الكلاسيكي حتى وقت متأخر جدا في تاريخها.
في شمال شرق أوروبا، كان إمر (بالإضافة إلى إينكورن والشعير) واحدا من أهم أنواع الحبوب، ويمكن ملاحظة أن هذه الأهمية تزداد من 3400 قبل الميلاد فصاعدا. بليني ذي إلدر، يلاحظ أنه على الرغم من أن إمر كان يسمى بعيدة في زمنه سابقا كان يسمى أدوريوم (أو «مجد»)، وتوفير أصلا يشرح أن إمر قد عقد في المجد (نه 18.3)، وفي وقت لاحق في نفس الكتاب يصف لها دور في التضحيات.

## الزراعة

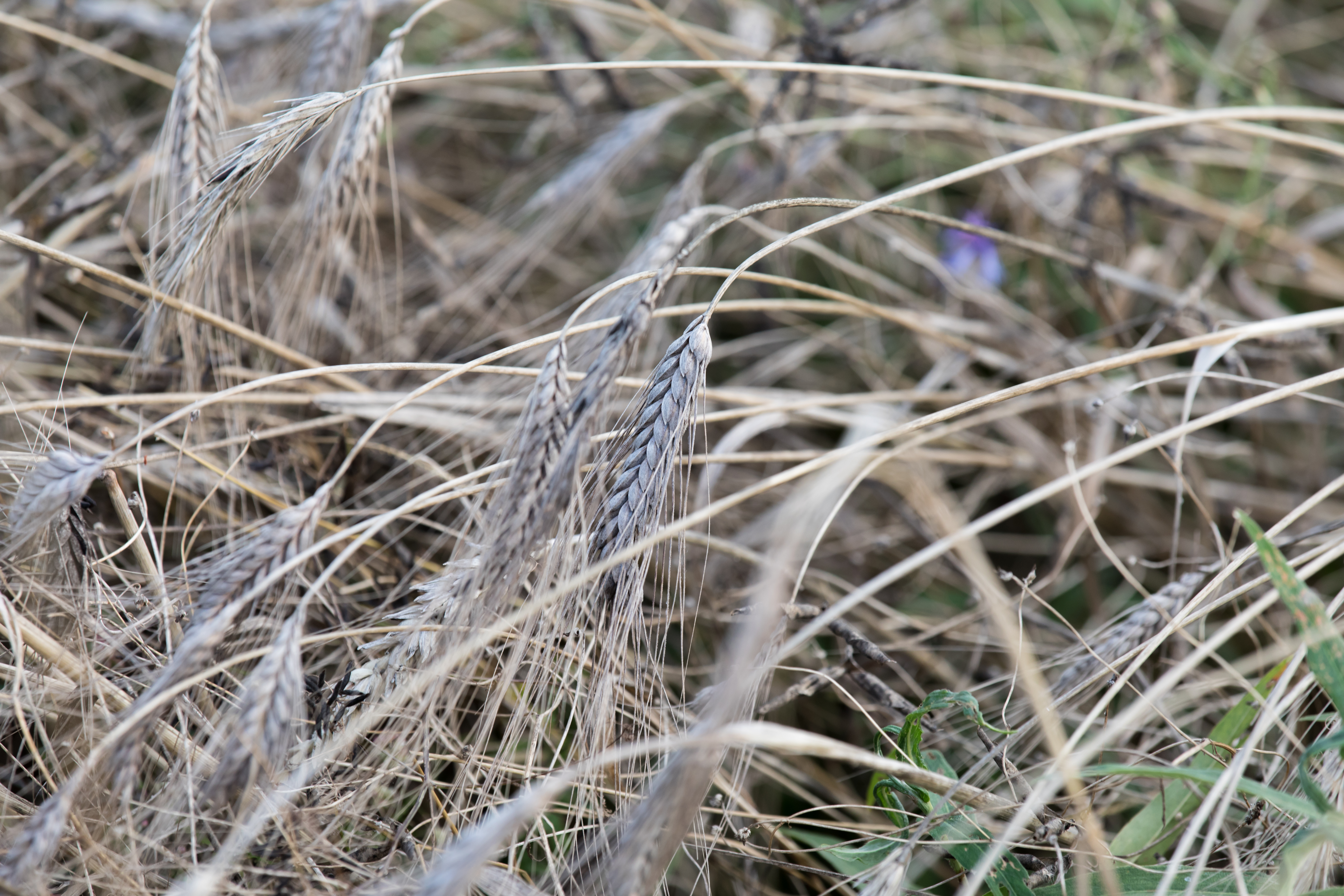
مشكلة سقوط القمح ثنائي الحبة التي تواجه المزارعين في شمال الراين-وستفاليا، ألمانيا.

اليوم إيمر هو في المقام الأول محصول ٌRelclit في المناطق الجبلية. وتكمن قيمته في قدرته على إعطاء غلة جيدة للتربة الفقيرة ومقاومته للأمراض الفطرية مثل صدأ الساق الذي ينتشر في المناطق الرطبة. تزرع إمر في أرمينيا والمغرب واسبانيا (أستورياس) وجبال الكاربات على حدود الجمهوريات التشيكية والسلوفاكية وألبانيا وتركيا وسويسرا وألمانيا واليونان وإيطاليا. كما تزرع في الولايات المتحدة كمنتج متخصص. وهي محصول غذائي تقليدي في إثيوبيا، وهذه الحبوب غير المعروفة نسبيا لديها القدرة على تحسين التغذية وتعزيز الأمن الغذائي وتعزيز التنمية الريفية ودعم الرعاية المستدامة للأراضي.
في إيطاليا، فريد، إمر زراعة راسخة وحتى التوسع. في جبلية غارفانيانا منطقة توسكانا ايمر (المعروف باسم فارو) ويزرع من قبل المزارعين باعتبارها IGP (Indicazione Geografica Protetta المنتج)، مع الحفاظ على الهوية الجغرافية التي يحميها القانون. ويتم اعتماد الإنتاج من قبل هيئة تعاونية، وكونسورزيو برودوتوري فارو ديلا غارفاغنانا. إيغب المعتمدة فارو هو متاح على نطاق واسع في محلات الأغذية الصحية في جميع أنحاء أوروبا، وحتى في بعض محلات السوبر ماركت البريطانية. وقد أدى الطلب على فارو الإيطالي للمنافسة من فارو غير مصدق، ونمت في المناطق المنخفضة، وغالبا ما تتكون من أنواع القمح مختلفة، وردت (الحنطة spelta).

## الاستخدامات الغذائية
استخدام إمر الرئيسي هو كغذاء الإنسان، على الرغم من أنه يستخدم أيضا لعلف الحيوانات. وتشير الدلائل الإثنوغرافية من تركيا وغيرها من المناطق المتنامية إلى أن الخمر يجعل الخبز الجيد (الذي يحكم عليه من خلال معايير الطعم والملمس من الخبز التقليدي)، وهذا مدعوم بأدلة على استهلاكه على نطاق واسع كخبز في مصر القديمة. خبز إمر متاح في هولندا وسويسرا.
في إيطاليا، يمكن العثور على حبوب إمير كاملة بسهولة في معظم محلات السوبر ماركت ومحلات البقالة، ويمكن العثور على الخبز إمير (جزء دي فارو) في المخابز في بعض المناطق، وإمر تقليديا قد استهلكت في توسكانا كما الحبوب الكاملة في الحساء. أعلى في الألياف من القمح المشترك، استخدام إمر لصنع المعكرونة هو استجابة حديثة لسوق الأغذية الصحية. بعض المستهلكين، ومع ذلك، القاضي أن المعكرونة إمر لديه نسيج غير جذابة. وقد استخدمت إمر أيضا في إنتاج البيرة.
كما هو الحال مع جميع أصناف وهجن من القمح، إيمر غير مناسب للأشخاص الذين يعانون من اضطرابات متصلة الغلوتين، مثل مرض الاضطرابات الهضمية، حساسية الغلوتين غير الزلاقي وحساسية القمح المصابين، وغيرها.